# NGC 352
NGC 352 je galaksija u zviježđu Kit.

## Vanjske poveznice
- SEDS: NGC 352